# 仇多明
仇多明（1983年4月19日—），香港單車運動員及單車教練，曾是香港單車代表隊成員，也曾出任卓比奧斯職業自由車隊總監。他是首位成為洲際職業車隊總監的香港人。現時是公路賽與場地賽二級單車教練和新地單車學院總教練，之前為一級單車教練。

## 背景

### 早年生活
仇多明早年在香港島西環邨長大，出身自單親家庭，與母親一同生活。他就讀聖公會呂明才紀念小學和鄧肇堅維多利亞官立中學，在校時是港島灣仔區60旅童軍團成員。另一方面讀書成績較差，在香港中學會考中取得1分。中學畢業後，仇多明選擇當運動員。他對單車運動的興趣始於16歲經過單車舖時被一輛漂亮的單車吸引，不久還參加比賽，結果以包尾成績來完成賽事；賽果啟發他在其他人的鼓勵下參加香港體育學院的「明日之星」計劃，最後於2001年被發掘加入香港單車代表隊，至2004年退役。

### 退役後之發展
仇多明之所以退役，原因出於經常離開香港參賽及訓練，以致未能陪伴家人。後來於2004年至2007年間，他獲教練沈金康安排轉為香港單車代表隊教練，蔡其皓、郭灝霆、張敬樂等人皆受其指導。期間由於公開試成績不理想，他報讀毅進文憑及副學士課程，以達到轉職單車教練的基本門檻。2007年至2009年，他曾任職於香港大型超級市場。直至2009年，仇多明先獲招攬加入卓比奧思（Champion System）當卓比奧斯職業自由車隊職業單車手，再於2011年投身公司的機械師工作，逐步轉為車隊總監和進修瑞士國際單車聯盟體育總監課程，2013年正式出任卓比奧斯職業自由車隊總監，同時肩負技術研發崗位，為香港單車代表隊設計2016年夏季奧林匹克運動會賽衣。當時，即2016年，他另外身兼卓比奧思中國區銷售總監。
擔任車隊總監時，仇多明曾為警察單車會舉辦的公路單車維修初班進行講解。2013年代表卓比奧斯到法國為環法自由車賽中的參賽隊伍、意大利職業車隊 Lampre-Merida 提供單車製冷賽衣的技術支援。其後在2015年因卓比奧思老闆與導演林超賢份屬好友關係，他獲邀為電影《破風》任單車技術總監，有份指導彭于晏。除此之外，仇多明為改變香港單車文化而時常參與單車運動的推廣事宜，例如出任中國香港單車總會2017-19年度執行委員與總會轄下場地單車委員會與單車推廣委員會主要委員、擔任2016年第2屆香港單車節顧問等。
及至2017年，他到台灣為三立電視劇集《已讀不回的戀人》提供技術指導，並在劇中客串飾演公益自行車賽講評員。2018年，他加入由中國香港單車總會主辦、新鴻基地產贊助成立的新地單車學院，任職總教練。同年任2018年UCI場地單車世界盃香港站賽事主辦委員會委員。2019年獲民政事務局頒發推動康樂體育發展傑出人士嘉許獎狀。現時他雖已退役，但仍與單車隊「Cyclone Cycling Club」成員，以業餘性質活躍於單車慈善及競賽項目。2020年經營單車舖「Cyclingtown」生意。

## 個人生活
仇多明已婚，妻子曾任職註冊護士及助產士，二人婚後育有兩名女兒，長女仇斯雅（Zea）於2014年9月27日出生，次女仇斯樂（Zella）則於2019年2月22日出生。

## 賽事成績

### 主要賽事
仇多明参加過UCI場地單車世界盃、世界單車錦標賽B級場地賽、亞洲單車錦標賽男子青年組賽事、2002年亞洲運動會等大型赛事，其中最佳表現是取得第六名。而他在其餘逾100場的亞洲公路賽和場地賽址曾獲得冠軍名次。

### 其他賽事
在其他賽事方面，仇多明參加過香港和中國等地超過40場比賽。
*以下列表只記錄了部分參與賽事成績，若有遺漏，請協助補充相關資料。
2007年
- 環南海巡迴單車賽 總成績第12名

2008年
- 環南海巡迴單車賽 第80名（最後階段）
- 環香港、上海巡迴單車賽（香港站） 總成績第56名

2009年
- 武漢環東湖公路單車賽 冠軍[30][31]
- 蘇州唯亭陽澄湖公路賽 亞軍[30]
- 廣東汕頭環南澳島單車賽 冠軍[14][32]
- 環印尼巡迴單車賽（Tour de Singkarak） 總成績第79名

2010年
- 全港公路單車賽男子公路賽 第2名
- 深圳紅牛杯公路賽 冠軍[30][33]
- 台灣武嶺爬坡賽 第5名[14]
- 環東爪哇巡迴單車賽 總成績第69名
- 環南韓巡迴單車賽 沒有名次（沒有完成第3至第10階段賽事）
- 環泰國巡迴單車賽（Princess Maha Chakri Sirindhorn's Cup Tour of Thailand） 沒有名次（沒有完成第5階段賽事）

2011年
- 環印度巡迴單車賽（Tour de Mumbai） 沒有名次（未完成）

2012年
- 全港公路單車賽男子公路賽 第9名

2013年
- 全港室內單車賽 沒有名次（未完成）

2015年
- 全港場地單車錦標賽男子爭先賽 金牌[34]
- 全港場地單車錦標賽男子競輪賽 金牌[35]
- 全港公路單車賽男子公路賽 第17名

2016年
- 全港公路單車賽男子公路賽 第8名

2017年
- 全港公路單車賽男子公路賽 第16名
- 新鴻基地產香港單車節男子公路繞圈賽 季軍[36]

2018年
- 全港室內單車賽男子計時賽 第15名
- 全港公路單車賽男子公路賽 第8名
- 路勁健康快車慈善單車賽2019男子精英公開組公路繞圈賽 冠軍[37]
- 維特健靈慈善單車馬拉松2018男子精英組 冠軍
- 環一帶一路單車賽2018 香港站暨全港公路繞圈男子公開組第2回合 第1名

2019年
- 全港室內單車賽男子計時賽 第24名
- 全港公路單車賽男子公路賽 第26名
- 路勁健康快車慈善單車賽2019隊際計時賽 冠軍、男子精英公開組公路繞圈賽 冠軍[38]
- 全港場地單車錦標賽男子團體爭先賽 冠軍[39]

## 參與節目
劇集
- 2017年 《已讀不回的戀人》 飾 公益自行車賽講評員（第1集、三立電視）

主持
- 2016年至2017年 體育係…（ViuTV）

旁述
- 2019年 2019-2020 世界盃場地單車賽- 香港站賽事直擊（無綫電視）
- 2021年 2020東京奧運第一戰線（無綫電視）
- 2021年 2020東京奧運午間直擊（無綫電視）

嘉賓
- 2016年 SE7EN（第2季第4集、ViuTV）
- 2020年 2020東京奧運閉幕典禮（無綫電視）

## 外部連結
- 仇多明的Facebook專頁
- 仇多明的Instagram帳戶
- 仇多明的X（前Twitter）
- Fitz 仇多明撰寫的文章 （页面存档备份，存于）